# Allotalanta
Allotalanta is een geslacht van vlinders uit de familie prachtmotten (Cosmopterigidae).

## Soorten
- A. autophaea Meyrick, 1913
- A. clonomicta Meyrick, 1927
- A. deceptrix Meyrick, 1925
- A. globulosa Meyrick, 1914
- A. lacteata Meyrick, 1914
- A. ochthotoma Meyrick, 1930
- A. oporista Meyrick, 1926
- A. spilothyris Meyrick, 1922
- A. synclera Meyrick, 1921
- A. tephroclystis Meyrick, 1930
- A. triocellata (Stainton, 1859)